# Список объектов всемирного наследия ЮНЕСКО на Кубе
В списке объектов всемирного наследия ЮНЕСКО в Республике Куба значится 9 наименований (на 2016 год), это составляет 0,7 % от общего числа (1248 на 2025 год).
7 объектов включены в список по культурным критериям, 2 объекта — по природным. Национальный парк Десембарко-дель-Гранма признан природным феноменом исключительной красоты и эстетической важности (критерий vii).
Кроме этого, по состоянию на 2016 год, 3 объекта на территории государства находятся в числе кандидатов на включение в список всемирного наследия, в том числе 1 — по культурным и 2 — по природным.
Куба ратифицировала Конвенцию об охране всемирного культурного и природного наследия 24 марта 1981 года. Первый объект на территории Кубы был занесён в список в 1982 году на 6-й сессии Комитета всемирного наследия ЮНЕСКО.

## Список
В данной таблице объекты расположены в хронологическом порядке их добавления в список всемирного наследия ЮНЕСКО.
| # | Изображение | Название | Местоположение                          | Время создания | Год внесения в список | №    | Критерии  |
| - | ----------- | --- | --------------------------------------- | -------------- | --------------------- | ---- | --------- |
| 1 |             | Старая Гавана и её укрепления исп. La Habana Vieja | Гавана                                  | XVI—XIX вв.    | 1982                  | 204  | IV, V     |
| 2 |             | Город Тринидад и долина Де-лос-Инхеньос исп. Trinidad y el Valle de los Ingenios                                                                          | провинция Санкти-Спиритус               | XVIII-XIX вв.  | 1988                  | 460  | IV, V     |
| 3 |             | Крепость Сан-Педро-де-ла-Рока исп. Castillo de San Pedro de la Roca                                                                                       | Сантьяго-де-Куба                        | 1638-1700 гг.  | 1997                  | 841  | IV, V     |
| 4 |             | Национальный парк Десембарко-дель-Гранма исп. Parque Nacional Desembarco del Granma                                                                       | провинция Гранма                        | —              | 1999                  | 889  | VII, VIII |
| 5 |             | Культурный ландшафт долины Виньялес исп. Valle de Viñales                                                                                                 | провинция Пинар-дель-Рио                | —              | 1999                  | 840  | IV        |
| 6 |             | Археологический ландшафт первых кофейных плантаций на юго-востоке Кубы исп. Paisaje arqueológico de las primeras plantaciones de café del sudeste de Cuba | провинции Сантьяго-де-Куба и Гуантанамо | XIX-XX вв.     | 2000                  | 1008 | III, IV   |
| 7 |             | Национальный парк имени Александра Гумбольдта исп. Parque Nacional Alejandro de Humboldt                                                                  | провинции Ольгин и Гуантанамо           | —              | 2001                  | 839  | IX, X     |
| 8 |             | Исторический центр города Сьенфуэгос исп. Cienfuegos | провинция Сьенфуэгос                    | XIX век        | 2005                  | 1202 | II, IV    |
| 9 |             | Исторический центр города Камагуэй исп. Camagüey | провинция Камагуэй                      | XVI век        | 2008                  | 1270 | IV, V     |

## Предварительный список
В таблице объекты расположены в порядке их добавления в предварительный список.
| # | Изображение | Название                                                                               | Местоположение                                                  | Время создания | Год внесения в список | №    | Критерии          |
| - | ----------- | -------------------------------------------------------------------------------------- | --------------------------------------------------------------- | -------------- | --------------------- | ---- | ----------------- |
| 1 |             | Национальные школы искусств в Кубанакане исп. Escuelas Nacionales de Arte de Cubanacán | Гавана                                                          | 1962           | 2003                  | 1798 | i, ii, iii, iv, v |
| 2 |             | Национальный парк Сьенага-де-Сапата исп. Parque nacional de la Ciénaga de Zapata       | провинция Матансас                                              | —              | 2003                  | 1800 | vii, ix, x        |
| 3 |             | Рифовая система в Карибском море исп. Sistema de arrecifes en el Mar Caribe cubano     | от полуострова Гуанаакабибес до архипелага Хардинес-де-ла-Рейна | —              | 2003                  | 1802 | vii, x            |